# Sava (fiume)
La Sava (in serbo Сава?) è un fiume della Penisola Balcanica, tra i maggiori affluenti di destra del Danubio.
Un tempo interamente compreso nel territorio dell'ex Jugoslavia, nasce nell'odierna Slovenia, dalla confluenza di due rami sorgentiferi, il principale presso Zelenci, a metà strada tra Rateče e Podkoren, esattamente a 2,6km dal confine con l'Italia; nel suo corso lungo 945 km bagna Zagabria, capitale della Croazia e, pochi chilometri dopo, Sisak, località a partire dalla quale diventa navigabile e riceve le acque del Kupa; attraversa la Bosnia ed Erzegovina ed entra in Serbia terminando nel Danubio a Belgrado con un delta nel quale sorge un isolotto.
Tributario del bacino idrografico del Mar Nero, drena un'area di 95719 km².

## Il corso

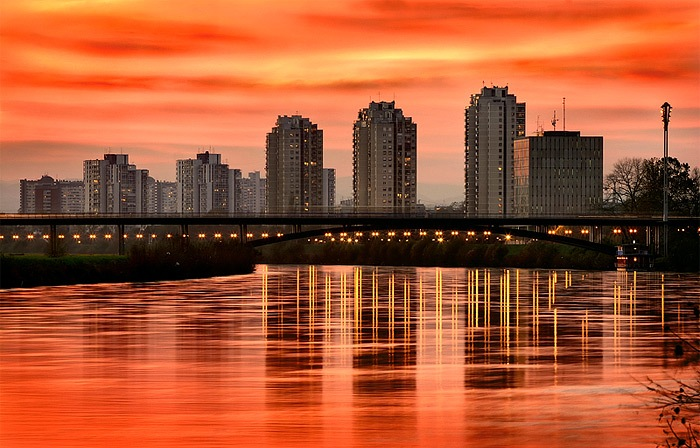
La Sava a Zagabria, attraversata dal ponte della Libertà, opera di Kruno Tonković.

Il fiume nasce dalla confluenza di due rami sorgentiferi: Sava Dolinka e Sava Bohinjka che si uniscono presso le città slovene di Lesce e Radovljica.
Da qui fino alla confluenza con il Danubio a Belgrado è lunga 945 chilometri, ma considerando la misurazione dall'inizio del ramo sorgentifero più lungo (la Sava Dolinka), la lunghezza sale a 990 chilometri.
Attraverso il Danubio, appartiene al bacino idrografico del Mar Nero ed è il più lungo affluente di destra del Danubio, secondo in assoluto dietro al Tibisco.
Un tempo interamente ricompreso nel territorio della Jugoslavia, era il fiume più lungo del Paese.
Attraversa i sobborghi di Lubiana e la città di Zagabria e riceve le acque di vari affluenti tra cui, in ordine: Krka (di destra), Lonja (di sinistra), Kupa, Una, Vrbas, Bosna (tutti di destra), Bosut (di sinistra), Drina e Kolubara (di destra).
Il fiume è navigabile per circa 600 km.
Caratteristiche sono le sue inondazioni, a volte devastanti. Lungo il fiume è stata installata negli anni sessanta una grossa centrale a carbone, la centrale termoelettrica di Trbovlje.

## Storia
Il fiume Sava fu teatro di un importante avvenimento storico ai tempi di Teodosio I nel 379, a quanto riferisce Sozomeno. Teodosio I, che era riuscito a cacciare gli Unni, tradizionali nemici,  dai Balcani settentrionali, si ritrovò ad avere alleati dei forti cavalieri unni e insieme a loro, rapidamente, sconfisse l'esercito  dell'usurpatore Magno Massimo.